# Mihael Herman
Za štajerskega politika iz 19. stoletja gl. Mihael Hermann.
Mihael Herman, slovenski jezuit, teolog in filozof, * 5. september 1606, Novo mesto, † 25. september 1653, Dunaj.
Bil je rektor Jezuitskega kolegija v Ljubljani med 1. januarjem 1648 in 1652.